# Kerkhof van Kemmel
Het Kerkhof van Kemmel is een gemeentelijke begraafplaats in het Belgische dorp Kemmel (Heuvelland). Het kerkhof ligt rond de Sint-Laurentiuskerk.

## Britse oorlogsgraven
Er zijn verschillende Commonwealth begraafplaatsen in de omgeving van Kemmel maar tussen oktober 1914 en maart 1915 werd ook het kerkhof gebruikt voor bijzettingen. Kemmel lag gedurende de ganse oorlog dicht bij het front behalve tijdens het Duitse lenteoffensief toen het dorp tussen maart en september 1918 in Duitse handen viel. Er liggen 25 Britse militairen uit de Eerste Wereldoorlog begraven waaronder 3 die niet meer geïdentificeerd konden worden. Aan de noordoostzijde van de kerk bevindt zich een perk met 21 graven en aan de zuidelijke kant nog eens 4 verspreide graven. Voor 15 slachtoffers werden Special Memorials opgericht omdat hun graven niet meer gelokaliseerd konden worden. De Commonwealth War Graves Commission staat in voor het onderhoud. In de CWGC-registers staat de begraafplaats genoteerd als Kemmel Churchyard.